# Episodi de I Borgia (serie televisiva canadese) (terza stagione)
La terza ed ultima stagione della serie televisiva I Borgia, composta da dieci episodi, è stata trasmessa dal canale canadese Bravo! dal 14 aprile al 16 giugno 2013.
Negli Stati Uniti è stata trasmessa, nelle stesse date, sul canale Showtime.
In Italia, la stagione è stata pubblicata interamente su Sky Box Sets l'11 luglio 2016. È stata trasmessa in chiaro dall'11 agosto all'8 settembre 2017 su Cielo.
Durante questa stagione entrano nel cast principale Thure Lindhardt e Gina McKee. Simon McBurney ricompare come guest star.
| nº | Titolo originale         | Titolo italiano            | Prima TV Canada | Pubblicazione Italia |
| -- | ------------------------ | -------------------------- | --------------- | -------------------- |
| 1  | The Face of Death        | Il volto della morte       | 14 aprile 2013  | 11 luglio 2016       |
| 2  | The Purge                | L'epurazione               | 21 aprile 2013  | 11 luglio 2016       |
| 3  | Siblings                 | Amore fraterno             | 28 aprile 2013  | 11 luglio 2016       |
| 4  | The Banquet of Chestnuts | La prima notte di nozze    | 5 maggio 2013   | 11 luglio 2016       |
| 5  | The Wolf and the Lamb    | Il lupo e l'agnello        | 12 maggio 2013  | 11 luglio 2016       |
| 6  | Relics                   | Reliquie                   | 19 maggio 2013  | 11 luglio 2016       |
| 7  | Lucrezia's Gambit        | Lo stratagemma di Lucrezia | 26 maggio 2013  | 11 luglio 2016       |
| 8  | Tears of Blood           | Lacrime di sangue          | 2 giugno 2013   | 11 luglio 2016       |
| 9  | The Gunpowder Plot       | Il complotto dello zolfo   | 9 giugno 2013   | 11 luglio 2016       |
| 10 | The Prince               | Il Principe                | 16 giugno 2013  | 11 luglio 2016       |

## Il volto della morte
- Titolo originale: The Face of Death
- Diretto da: Kari Skogland
- Scritto da: Guy Burt

### Trama
Papa Alessandro lotta per la vita dopo essere stato avvelenato nella seconda stagione, e i Cardinali tramano intorno al suo presunto "letto di morte". Cesare riesce a risalire al colpevole, ma Della Rovere ha un'altra mossa da giocare sulla scacchiera. Caterina Sforza invia il suo assassino personale, Rufio, per neutralizzare una volta per tutte la famiglia Borgia. Tuttavia, grazie al pronto intervento di Cesare e all'intelligenza di Lucrezia, il Papa si risveglia. Della Rovere viene arrestato, ma grazie a un cardinale traditore riesce a evadere, scappando poi da Roma, mentre il tentativo di detronizzare la famiglia da parte di Rufio si rivela inapplicabile.
- Guest star: David Dencik (Cardinale Orsini), Sebastian de Souza (Alfonso d'Aragona), Peter Stebbings (Cardinale De Luca).
- Altri interpreti: William Ruane (Medico papale), Barna Ilyés (Monaco domenicano), Tam Dean Burn (Padre domenicano), John Rado (Cardinale Colonna), Vernon Dobtcheff (Cardinale Versucci), Bosco Hogan (Cardinale Piccolomini), Péter Kertész (Cardinale 1), Antal Leiszen (Cardinale 2), Mackenzie Munro (Concetta), Andrew Gower (Assassino 1), Ákos Horváth (Guardia vaticana), Lukács Bicskey (Guardia), Mark Phelan (Lavoratore dell'obitorio).
- Ascolti USA: telespettatori 582 000[2]

## L'epurazione
- Titolo originale: The Purge
- Diretto da: Kari Skogland
- Scritto da: Neil Jordan

### Trama
Del tutto riabilitato, Papa Alessandro ordina al cardinale Sforza di istigare un'inquisizione tra i cardinali che stavano complottando contro di lui quando la sua vita era incerta. Una volta ottenute le prove, Alessandro bandisce tutti i cardinali di cui non si fida. Ma il cardinale Orsini non è disposto a mollare facilmente, e lascia scorrere il sangue. Caterina Sforza ordina a Rufio di cercare sostegno da parte dei signori della guerra mercenari delle famiglie dell'Emilia-Romagna, nella fattispecie Orsini, Vitelli e Colonna. Nel frattempo Lucrezia viene promessa sposa al Alfonso d'Aragona, duca di Bisceglie e principe di Salerno. Infastidita dalla decisione presa e non affatto desiderosa di iniziare questa sua nuova vita, Lucrezia si rende finalmente conto di amare Cesare più di quanto abbia mai amato un altro uomo, capisce di essere sempre stata innamorata di lui, e perciò lo supplica di seguirla a Napoli dopo le nozze.
- Guest star: Sebastian de Souza (Alfonso d'Aragona), David Dencik (Cardinale Orsini), Peter Stebbings (Cardinale De Luca), Prometheus Aleifer (Roberto Orsini), Pilou Asbæk (Paolo Orsini).
- Altri interpreti: Abraham Belaga (Vitellozzo Vitelli), Joseph MacNab (Prospero Colonna), Attila Árpa (Guardia del corpo 1), László Keszeg (Guardia del corpo 2), Oliver Doherty (Juan giovane), Péter Kertész (Cardinale 1), Antal Leiszen (Cardinale 2), Bosco Hogan (Cardinale Piccolomini), Vernon Dobtcheff (Cardinale Versucci), John Rado (Cardinale Colonna).
- Ascolti USA: telespettatori 474 000[3]

## Amore fraterno
- Titolo originale: Siblings
- Diretto da: Jon Amiel
- Scritto da: Guy Burt

### Trama
Mentre i cardinali traditori vengono allontanati e spogliati dei loro titoli e ricchezze, il cardinale Versucci appicca il fuoco al tesoro del Vaticano dopo aver rubato una somma di denaro, che dona ad un piccolo convento. Il futuro marito di Lucrezia, Alfonso, le nega il consenso di portare il suo figlio illegittimo Giovanni alla nuova corte; Cesare cerca di risolvere il problema, e arriva a pensare di stringere alleanza con il vecchio nemico dei Borgia. Le nozze tra Alfonso e Lucrezia hanno dunque luogo, ma durante la festa successiva Alfonso ha un diverbio con Cesare. Infuriato, si allontana lasciando Lucrezia da sola, e il matrimonio, con grande sollievo della giovane, non viene consumato. Lucrezia decide allora che solo un Borgia può amare veramente un'altra Borgia, e così raggiunge le stanze di Cesare e trascorre la notte con lui, commettendo incesto.
- Guest star: Sebastian de Souza (Alfonso d'Aragona), Peter Stebbings (Cardinale De Luca), Prometheus Aleifer (Roberto Orsini), Pilou Asbæk (Paolo Orsini), David Dawson (Ambasciatore francese), Matias Varela (Re Ferdinando II di Napoli).
- Altri interpreti: Vernon Dobtcheff (Cardinale Versucci), Gábor Nagypál (Soldato papale spia), Björn Hlynur Haraldsson (Gian Paolo Baglioni), Iván Fenyö (Spadaccino fiorentino), Béla Gados (Cerimoniere), Mike Kelly (Armaiolo di Napoli), Abraham Belaga (Vitellozzo Vitelli), Joseph Macnab (Prospero Colonna).
- Ascolti USA: telespettatori 569 000[4]

## La prima notte di nozze
- Titolo originale: The Banquet of Chestnuts
- Diretto da: Jon Amiel
- Scritto da: Guy Burt

### Trama
Il cardinale Farnese, recentemente nominato, viene posto a guardia del tesoro del Vaticano e in breve scopre il furto compiuto da Versucci. I Borgia incaricano Michelotto di trovare il cardinale ladro. Intanto, Venezia invia una richiesta d'aiuto per combattere i pirati turchi, e Alessandro, percependo l'opportunità di rinvigorire il tesoro, risponde alla chiamata d'aiuto. Preoccupata per la lealtà dei nuovi cardinali, Giulia organizza una specie di trappola per loro, conosciuta come "il banchetto delle castagne": nella festa vengono percepite le attività sessuali dei cardinali con delle prostitute, in modo da usare le prove per ottenere sicura lealtà. Nel frattempo, il re Ferdinando di Napoli si accorge che il matrimonio tra Alfonso e Lucrezia non è stato consumato, e obbliga i due giovani ad adempiere al proprio dovere davanti ai suoi occhi e a quelli di un membro della famiglia Borgia. Lucrezia, umiliata e disgustata, sbatte tutto il suo dolore davanti a Cesare, e per fargliela pagare insiste che sia lui il membro della sua famiglia ad assistere alla consumazione. Essa ha luogo, e Cesare e Lucrezia piangono insieme dai loro angoli.
- Guest star: Sebastian de Souza (Alfonso d'Aragona), Leo Bill (Cardinale Costanza), Simon McBurney (Giovanni Burcardo), Cyron Melville (Cardinale Farnese), Matias Varela (Re Ferdinando II di Napoli).
- Altri interpreti: Antal Leiszen (Cardinale Grimani), Vernon Dobtcheff (Cardinale Versucci), Wendy Nottingham (Badessa), Paul Putner (Inviato veneziano), Patrick O'Kane (Francesco Gonzaga), Péter Polgár (Monaco), Johan Russell (Cardinale Petrucci), Réka Sinkó (Sorella Angela), Szilvia Pintér (Sorella Sylvia), Melia Kreiling (Bianca).
- Ascolti USA: telespettatori 674 000[5]

## Il lupo e l'agnello
- Titolo originale: The Wolf and the Lamb
- Diretto da: Kari Skogland
- Scritto da: Neil Jordan

### Trama
La missione diplomatica di Cesare in Francia è un successo, che procura anche un alleato alla causa dei Borgia, Charlotte d'Albret. Tornato a Roma, la pericolosa e folle Bianca si toglie la vita, spingendo così Papa Alessandro e il cardinale Sforza a cospirare per ripagare l'offesa dei Gonzaga con la stessa moneta. Lucrezia si reca a Napoli accompagnata dal marito, sotto la protezione di Michelotto. Re Ferdinando resta fermo nella sua posizione rifiutando alla giovane il permesso di portare il suo figlio illegittimo Giovanni a corte. Furiosa, Lucrezia ordisce un piano per avvelenare il sovrano, e Michelotto si offre di eseguire il lavoro.
- Guest star: Sebastian de Souza (Alfonso d'Aragona), Sophie Goulet (Regina Giovanna di Valois), Edward Hogg (Cardinale George D'Amboise), Prometheus Aleifer (Roberto Orsini), Pilou Asbæk (Paolo Orsini), Serge Hazanavicius (Re Luigi XII di Francia), Ana Ularu (Charlotte D'Albret), Matias Varela (Re Ferdinando II di Napoli).
- Altri interpreti: Melia Kreiling (Bianca), Joseph Macnab (Prospero Colonna), Abraham Belaga (Vitellozzo Vitelli), Björn Hlynur Haraldsson (Gian Paolo Baglioni), Antal Konrád (Maggiordomo), Linda Marlowe (Signora anziana), Tristan Sturrock (Dottore), Gabriella Fon (Suora 1), Gerda Pohánka (Suora 2), Patrick O'Kane (Francesco Gonzaga), András Sándor (Servo di Gonzaga).
- Ascolti USA: telespettatori 749 000[6]

## Reliquie
- Titolo originale: Relics
- Diretto da: Kari Skogland
- Scritto da: Guy Burt

### Trama
Cesare irrompe nel Nord Italia con l'esercito francese. Papa Alessandro si infuria percependo l'azione del figlio come una sfida alla sua autorità. I due pianificano di far crollare la casata degli Sforza servendosi proprio dell'esercito francese. Caterina, nel frattempo, ha già predisposto ogni cosa e inviato il suo esercito personale contro il Vaticano. Preoccupato per la mancanza di fondi sufficienti per la preparazione della sua crociata, Papa Alessandro impone tasse alla primitiva comunità ebraica giunta recentemente a Roma. Essi offrono invece la Lancia di Longino.
- Guest star: Charlie Carrick (Pascal), Sebastian de Souza (Alfonso d'Aragona), Edward Hogg (Cardinale George D'Amboise), Prometheus Aleifer (Roberto Orsini), Pilou Asbæk (Paolo Orsini), Leo Bill (Cardinale Costanza), Brendan Cowell (Re Mattai), Cyron Melville (Cardinale Farnese), Noah Silver (Benito Sforza).
- Altri interpreti: Athina Papadimitriu (Donna singhiozzante), Johan Russell (Cardinale Petrucci), Abraham Belaga (Vitellozzo Vitelli), Matt Devere (Messaggero dalla Liguria), Tom Keller (Gamaliele), Csaba Vékes (Mercante ebreo 1), Árpád Barta (Mercante ebreo 2), Peter Horkay (Generale), Alexis Latham (Stefano), Björn Hlynur Haraldsson (Gian Paolo Baglioni), Joseph MacNab (Prospero Colonna).
- Ascolti USA: telespettatori 663 000[7]

## Lo stratagemma di Lucrezia
- Titolo originale: Lucrezia's Gambit
- Diretto da: David Leland
- Scritto da: Neil Jordan

### Trama
Cesare dà alle fiamme il palazzo del cardinale Costanzo, in modo da stroncare sul nascere la pestilenza. Nel frattempo il piano di Lucrezia è riuscito: re Ferdinando di Napoli è morto, ma la giovane è consapevole che i cugini di Alfonso, il principe Raffaello e il principe Federico, precedono entrambi lei e il marito nella linea di successione. Perciò ricatta uno dei principi per la rinuncia al trono di Napoli, in modo da tenere il figlio con sé. Cesare e Michelotto uccidono il figlio di Caterina Sforza. In seguito Michelotto incontra un uomo che si fa chiamare Pascal.
- Guest star: Charlie Carrick (Pascal), Sebastian de Souza (Alfonso d'Aragona), Prometheus Aleifer (Roberto Orsini), Luke Allen-Gale (Re Federico I di Napoli), Pilou Asbæk (Paolo Orsini), Leo Bill (Cardinale Costanza), Jamie Blackley (Raffaello), Brendan Cowell (Re Mattai), Serge Hazanavicius (Re Luigi XII di Francia), Cyron Melville (Cardinale Farnese), Noah Silver (Benito Sforza).
- Altri interpreti: Abraham Belaga (Vitellozzo Vitelli), Joseph MacNab (Prospero Colonna), Callum Turner (Calvino), Ivan Kaye (Ludovico Sforza), Edmund Kingsley (Medico), Linda Marlowe (Signora anziana), Barney Glover (Vincenzo Salvatore).
- Ascolti USA: telespettatori 421 000[8]

## Lacrime di sangue
- Titolo originale: Tears of Blood
- Diretto da: David Leland
- Scritto da: Neil Jordan

### Trama
Michelotto scopre che il suo nuovo amante è una spia, ragion per cui informa Cesare che si prodiga per scoprire di chi sia al servizio. Siccome scie di pellegrini sono in cammino verso Roma per la ricorrenza dell'anno giubilare, Caterina Sforza fa creare un falso telo dicendo che è l'originale che avvolse il corpo di Cristo e che ha cominciato a piangere lacrime di sangue. I pellegrini si riversano a fiumi a San Marino togliendo entrate al Papa. Quando Cesare e Michelotto giungono per indagare sul telo scoprono che un falso ma Caterina fa esplodere l'ingresso della cripta e Cesare e Michelotto vengono quasi uccisi. Durante l'incoronazione del nuovo re di Napoli a Roma, Lucrezia viene nominata come ambasciatrice del Vaticano alla sua corte, ma ben presto scopre di essere sotto stretta e continua sorveglianza da parte delle guardie napoletane, che non nutrono alcuna fiducia in lei. Lucrezia inoltre scopre che re Federico ha finto di essere stato avvelenato per avere il suo appoggio e quello del Papa alla sua scalata verso il trono. Egli è il inoltre in contatto con Caterina Sforza tramite la spia amata da Michelotto e quindi la tiene in ostaggio nel caso in cui Cesare attacchi Forlì. Nel frattempo, Papa Alessandro e il suo aiutante Mattai lavorano incessantemente per mantenere la parola data dal Papa in riferimento alla guerra contro i Turchi.
Quando Cesare scopre che la spia è il ragazzo amato da Michelotto gli ordina di ucciderlo e lui a malincuore gli dice che lo farà.
Lucrezia per scappare da Napoli chiede aiuto alla donna conosciuta nel bosco che precedentemente aveva accusato Rafael dicendo che gli aveva chiesto erbe velenose per uccidere il fratello Federico (cosa falsa dato che Federico aveva finto l'avvelenamento).
La donna pentita di aver aiutato Federico gli dà alcune erbe soporifere per far addormentare tutti e tentare la fuga da Napoli.
- Guest star: Sebastian de Souza (Alfonso d'Aragona), Peter Stebbings (Cardinale De Luca), Charlie Carrick (Pascal), Luke Allen-Gale (Re Federico I di Napoli), Brendan Cowell (Re Mattai), Cyron Melville (Cardinale Farnese), Noah Silver (Benito Sforza).
- Altri interpreti: Kevin Griffiths (Cardinale), Robert Cogo-Fawcett (Vescovo), Ákos Inotay (Peccatore), Zsolt Vicei (Artista), Dénes Bernáth (Pellegrino), Andrea Takáts (Pellegrino 2), Pál Makrai (Maggiordomo), Edmund Kingsley (Medico), Linda Marlowe (Signora anziana).
- Ascolti USA: telespettatori 804 000[9]

## Il complotto dello zolfo
- Titolo originale: The Gunpowder Plot
- Diretto da: Neil Jordan
- Scritto da: Neil Jordan

### Trama
Scoprendo il tradimento del suo amante e rimanendone devastato, Michelotto lo uccide e dopodiché scompare. Cesare galoppa verso Napoli in aiuto di Lucrezia, che non vede da troppo tempo. I due Borgia si incontrano a metà strada, la loro gioia è incontenibile e non viene placata dai baci che si scambiano lontano dal castello, ma prosegue non troppo nascosta anche alla corte, tanto che Alfonso inizia a sospettare dell'incesto. Gli sbirri di Papa Alessandro intanto sono all'opera per requisire quanta più polvere da sparo possibile per far fronte alle prossime, evidenti minacce.
- Guest star: Charlie Carric] (Pascal), Sebastian de Souza (Alfonso d'Aragona), Prometheus Aleifer (Roberto Orsini), Luke Allen-Gale (Re Federico I di Napoli), Pilou Asbæk (Paolo Orsini), Brendan Cowell (Re Mattai).
- Altri interpreti: Bálint Adorjáni (Guardia 1), Ferenc Hujber (Guardia 2), Linda Marlowe (Signora anziana), Abraham Belaga (Vitellozzo Vitelli), Joseph MacNab (Prospero Colonna), Björn Hlynur Haraldsson (Gian Paolo Baglioni), Tom Keller (Gamaliele), Tom Stuart (Sorvegliante delle miniere di zolfo), Eric MacLennan (Guardia ai cancelli vaticani), Edit Balázsovits (Balia), Kata Sarbó (Balia 2), Declan Hannigan (Servitore), Liam McMahon (Generale).
- Ascolti USA: telespettatori 611 000[10]

## Il Principe
- Titolo originale: The Prince
- Diretto da: Neil Jordan
- Scritto da: Neil Jordan

### Trama
Papa Alessandro e Cesare si perdonano l'un l'altro definitivamente. Gli eserciti papali sono stati comunque rifocillati e ben pagati grazie all'oro procurato dal Giubileo e grazie ai risparmi della crociata non più eseguita. Cesare marcia con il suo esercito per terminare l'assedio che Juan aveva iniziato tempo prima, contro Forlì. Mentre si prepara per l'attacco, Michelotto riappare per informarlo dell'esistenza di una miniera romana scavata sotto le mura della città e, grazie a quest'informazione, i soldati scoprono una gran quantità di palle da cannone utilizzate per abbattere finalmente le mura dell'odiata città. Cesare e il suo esercito conquistano Forlì con poche perdite. Decidendo di preferire la morte all'arrendersi, Caterina Sforza cerca di impiccarsi, ma uno dei luogotenenti di Cesare la scopre, recide la corda e la fa prigioniera. Cesare, deciso a umiliare Caterina, la rinchiude in una gabbia e la fa condurre fino a Roma per poi gettarla nelle prigioni. Alfonso, abbastanza ubriaco, e Cesare hanno una rissa, da cui Alfonso esce decisamente perdente. Ormai vicino alla morte, Lucrezia somministra al marito una delle sue pozioni per togliergli la vita senza dolore. Cesare giura a Lucrezia che ormai sarà sua per sempre.
- Guest star: Sebastian de Souza (Alfonso d'Aragona), Prometheus Aleifer (Roberto Orsini), Pilou Asbæk (Paolo Orsini), Cyron Melville (Cardinale Farnese).
- Altri interpreti: Abraham Belaga (Vitellozzo Vitelli), Björn Hlynur Haraldsson (Gian Paolo Baglioni), Jamie Beamish (Sovrintendente all'assedio), James Robinson (Soldato degli Sforza 2), Alex Mugnaioni (Soldato degli Sforza 1), Gyula Mesterházy (Guardia), Simon Gregor (Dottore).
- Ascolti USA: telespettatori 528 000[11]